# Sachatamia
Sachatamia é um gênero de anfíbios da família Centrolenidae.
As seguintes espécies são reconhecidas:
- Sachatamia albomaculata (Taylor, 1949)
- Sachatamia ilex (Savage, 1967)
- Sachatamia punctulata (Ruiz-Carranza & Lynch, 1995)